# Medzilaborce
Medzilaborce és una ciutat d'Eslovàquia. Es troba a la regió de Prešov, és capital del districte de Medzilaborce.

## Història
La primera referència escrita de la vila data del 1543.

## Demografia
| Godina             | 1994 | 2004   | 2014   | 2024    |
| ------------------ | ---- | ------ | ------ | ------- |
| Nombre de persones | 6646 | 6665   | 6703   | 5723    |
| Diferència         |      | +0,28% | +0,57% | −14,62% |

| Godina             | 2023 | 2024   |
| ------------------ | ---- | ------ |
| Nombre de persones | 5747 | 5723   |
| Diferència         |      | −0,41% |

## Ciutats agermanades
- Náměšť nad Oslavou, República Txeca
- Kozienice, Polònia

1. 1 2  «Počet obyvateľov podľa pohlavia - obce (ročne) [om7101rr_obce=AREAS_SK]».   Statistical Office of the Slovak Republic, 31-03-2025. [Consulta: 31 març 2025].